# Vännäs läger

Vännäs läger är en kulturmiljö och ett bostadsområde i västra Vännäs med strax över 900 invånare. Området var tidigare en militär mötesplats och lägerplats för Västerbottens regemente mellan 1900 och 1909 och ett militärt flygfält mellan 1927 och 1945.

## Historia
När Västerbottens fältjägarkår ombildades till Västerbottens regemente 1892 behövdes större förläggningar än de som fanns på den gamla övningsplatsen Gumboda hed i Robertsfors kommun. Ett område väster om Vännäs blev aktuellt men även andra Västerbottenskommuner ville ha regementet. 
Kronan köpte 100 tunnland av området i Vännäs kommun och Vännäs kommun skänkte till kronan lika mycket mark. Kronan krävde sedan mer mark för att etablera sig och ingenjör Jakob Rieck-Müller, som tidigt varit involverad i Vännäs utveckling, övertygade kommunen att först sälja ytterligare tio tunnland till kronan samt skänka sju hektar och sedan i en andra omgång skänka ytterligare tjugo hektar. Rieck-Müller uppvaktade även Oscar II där han fick löftet att "beväringarna skall övas i Vännäs, dragonerna i Umeå och skolorna skall förläggas till Härnösand".
Regeringen beslöt 1898 att förlägga regementet till Vännäs. Platsen ansågs ha fördel av närheten till järnvägen, en öppen plats att öva på och en älv för överskeppningsövningar. Under tiden lägret uppfördes förlades militären i kantonering i samhället i cirka två år. Regementets tid i lägret blev dock kort. Den 23 maj 1901 beslutar Sveriges riksdag att införa allmän värnplikt och som en konsekvens av detta flyttade regementet 1909 in i de nybyggda kasernerna i Umeå.
Direkt efter flytten kom olika förslag på ny verksamhet i lägret. Bland annat skulle ett sanatorium för lungsjuka inrättas i Västerbotten, men det blev Hällnäs som fick ett länssanatorium. Andra förslag som gick i stöpet var uppfostringsplats för sinnesslöa barn och skola för länets dövstumma. Byggnaderna fortsatte sedan att användas för arméns övningar vintertid och som reservlokaler för I 20.

### Flygfältet byggs
| ”                                                 | Ur säkerhetssynpunkt vore det olämpligt att byggnader finge uppföras alldeles inpå en förläggningsplats, dels emedan i dessa kunde anordnas kaféer och lokaler, som kunde utgöra härdar för försvarsfientlig agitation, spritlangning, m.m., och dels emedan därigenom uppstode onödig civiltrafik inom och igenom området. | „ |
| – Chefen för VI. arméfördelningen 26 oktober 1927 | |   |

Fälttelegrafkårens 5. kompani, flygkompaniet, som var grupperat på Malmens flygplats i Linköping, iordningställde ett flygfält på lägerplatsen. När Flygvapnet bildades 1926 kom flygfältet att administreras av F 4 Frösön. En hangar för 6 flygplan byggdes 1927 och samma år ville Vännäs köping köpa tillbaka de delar av lägerområdet inklusive tillhörande skog som försvaret inte längre ansågs behöva.
Efter att Armeförvaltningens fortifikationsdepartement, Flygstyrelsen, Kunglig Majestäts befallningshavande i Västerbottens län, chefen för VI. arméfördelningen samt chefen för Västerbottens regemente hade yttrat sig om förslaget och en opartisk utredning hade värderat de områden som kompromissats fram godkände riksdagen 1928 en försäljning av delar av lägerområdet till en summa av 34 900 kr.
Lägret fortsatte att ha olika funktioner. Bland annat hade Arbetslöshetskommissionen verkstadsundervisning för unga pojkar i lägrets baracker mellan 1934 och 1939. Därefter flyttades undervisningen till Liljaskolan. 
1939 beviljade riksdagen medel till 20 krigsflygfält, där flygfältet på Vännäs läger blev nummer 17 och permanentade banor anlades. Flygfältet fick sedan tre rullbanor på 450, 550 och 700 meter mellan oktober 1939 och juli 1940. 1945 blev det klassat som ett övningsfält. 

### Försäljning
1950 köpte Vännäs köping de 30 hektar som flygfältet låg på. Byggnaderna i lägret användes för utbildning inom civilförsvaret och som epidemisjukhus under en scharlakansepidemi. 
De sista delarna av lägret, 31 hektar mark med 30 byggnader, köpte Vännäs kommun av Fortifikationsförvaltningen 1980. Officersgården köptes sedan av Bibeltrogna Vänner 1981 som renoverade in- och utvändigt tre av de fyra byggnaderna. Byggnaderna används bland annat som café, vandrarhem, konferenslokal och som elevhem åt Liljaskolan. Övriga delar av lägerområdet bebyggdes i etapper under 1960-, 1970- och 1980-talet med enfamiljshus.
Nio av de kvarvarande byggnaderna från år 1900 byggnadsminnesförklarades år 1985. Ett av de samtida uthusen undantogs som byggnadsminne då det ansågs vara i för dåligt skick och det finns ej kvar i dag. 
Mellan 1985 och 1986 inreddes lägerhyddan, underofficersmässen och sjukstugan till kursgård. I samband med det flyttades även förvaltarbostaden och ett landstormsförråd till kaserngården från en tredje byggnadsgrupp som låg österut vid järnvägsspåret.

## Byggnader

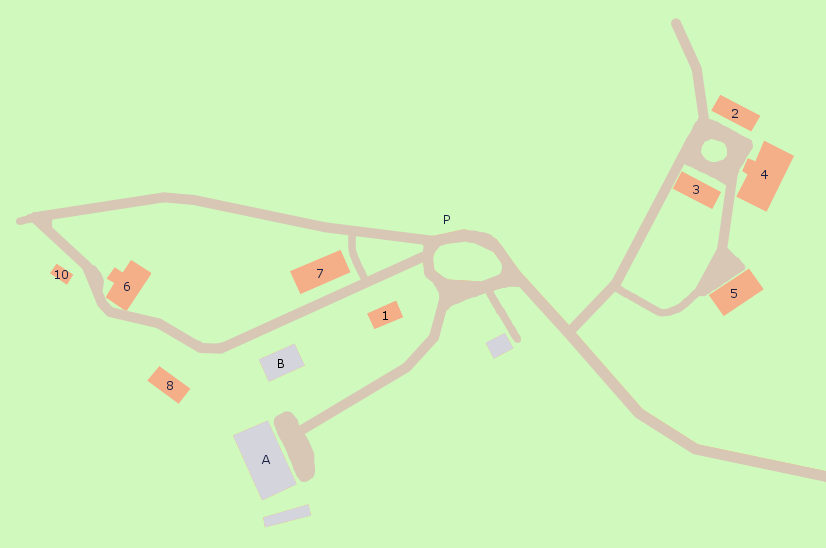
Orange betyder byggnadsminne. 1.Förvaltarbostaden, 2.Officersbyggnad, 3.Officersbyggnad, 4.Markenteri, 5.Underofficersbyggnad, 6.Sjukstuga, 7.Lägerhyddan, 8.Underofficersmäss, 10.Likbod, A.Hangar, B.Landstormsförrådet

Den militära hierarkin återspeglar byggnadernas karaktär och gruppering. Lägret har huvudsakligen ritats av ritbyrån vid Kungliga Fortifikationen, ledd av arkitekt Erik Josephson.

### Officersgården

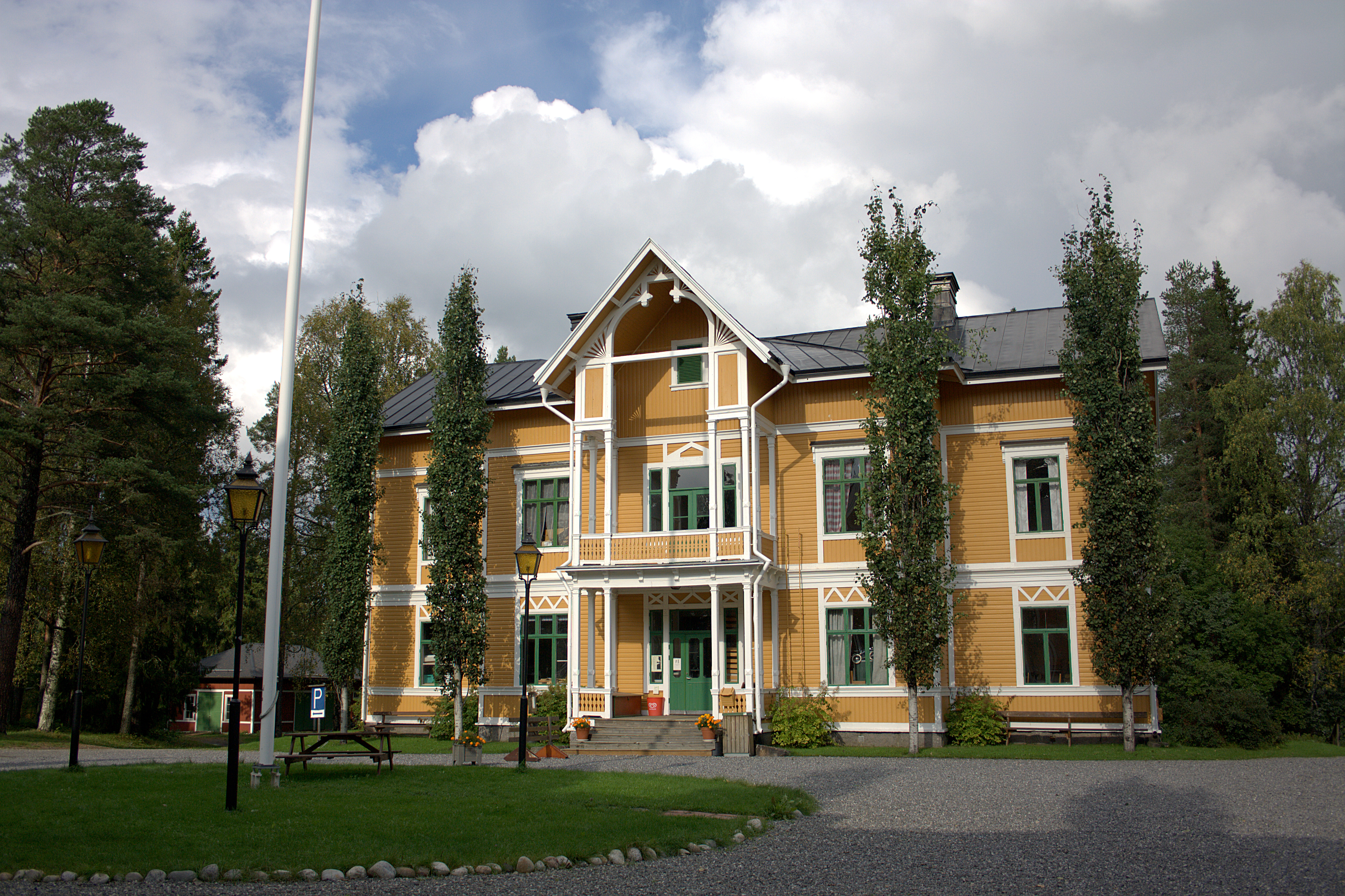
Officersbyggnad
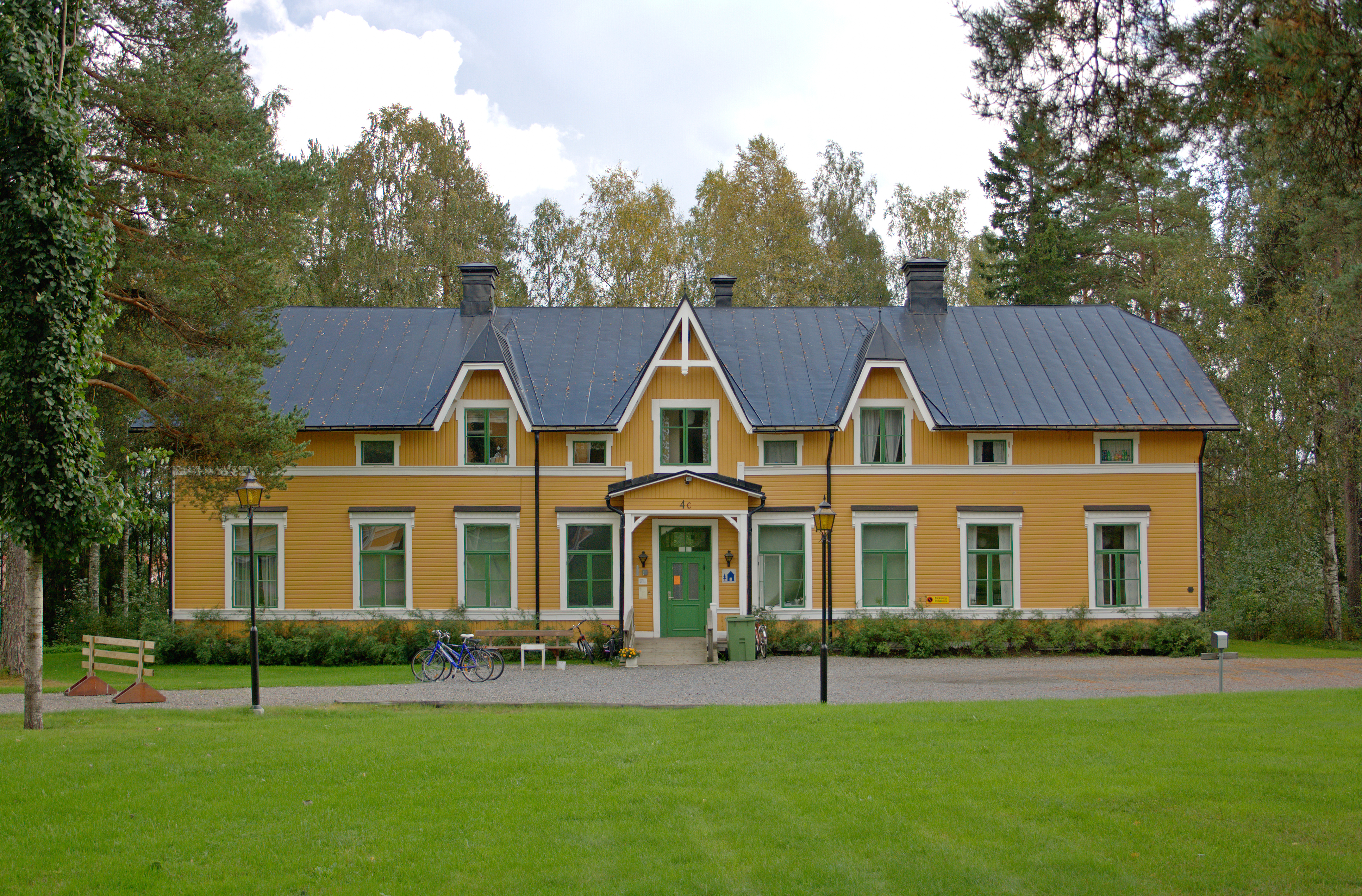
Underofficersbyggnad
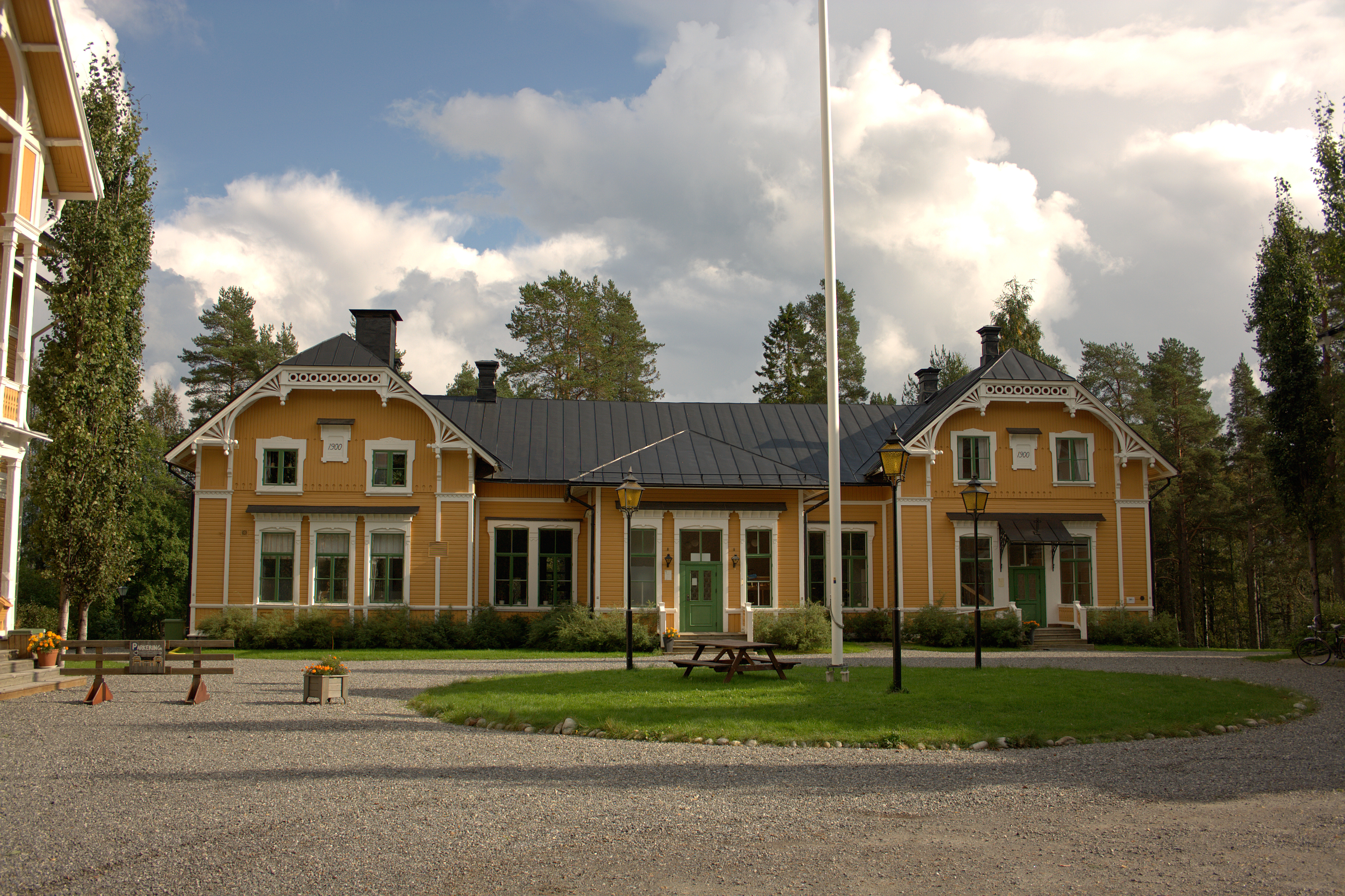
Det gamla marketenteriet

I östra delen av området som fått namnet Fridhem ligger den gamla officersgården. De fyra byggnaderna har en stomme av stående plank, huggen stensockel, liggande och stående gulmålad fasspontpanel samt långt utkragande tak, verandor och dekorationer i schweizerstil. Byggnaden för underofficerarna ligger något vid sidan av.
Efter ombyggnad har marketenteriet, som var den ursprungliga officersmässen, inretts till matsal och församlingssal. Underofficersbostaden har blivit förläggningsbyggnad.

### Kaserngården
I västra delen av området låg kaserngården med ett antal byggnader, varav endast en av manskapsbarackerna finns kvar idag. Byggnaderna kring kaserngården är faluröda med vita knutar. 

#### Förvaltarbostaden

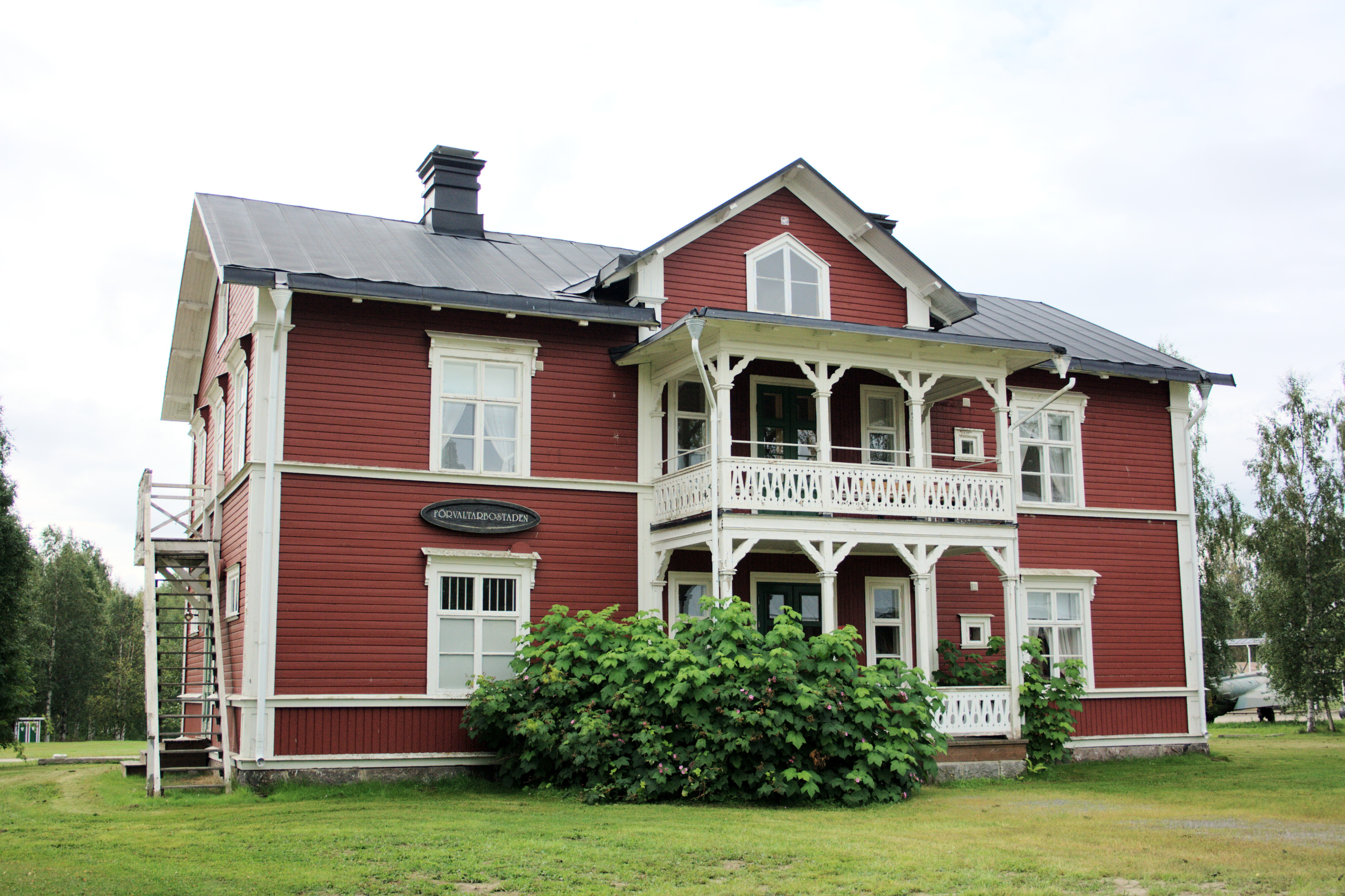
Utsidan
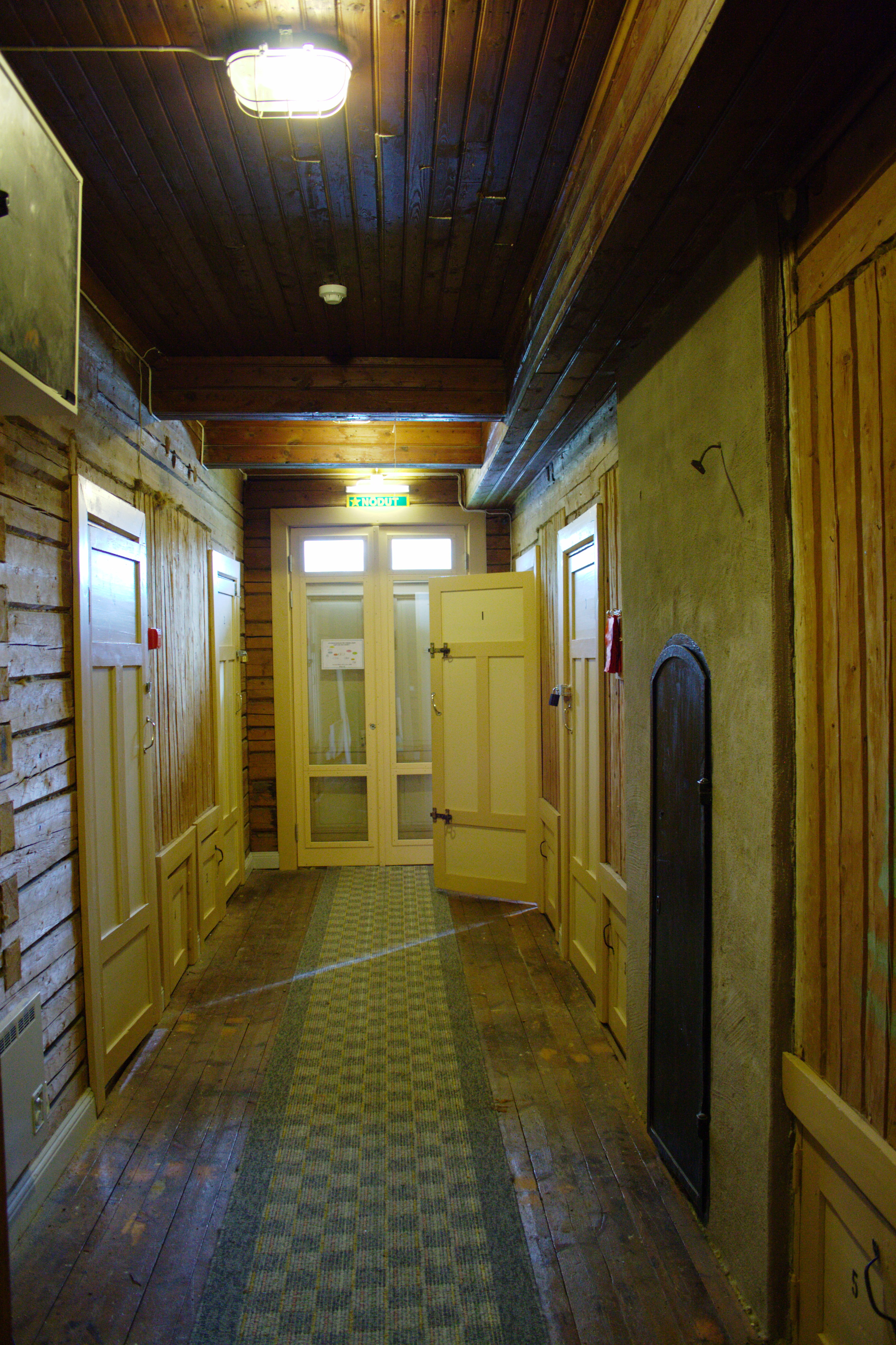
Korridor i arresten
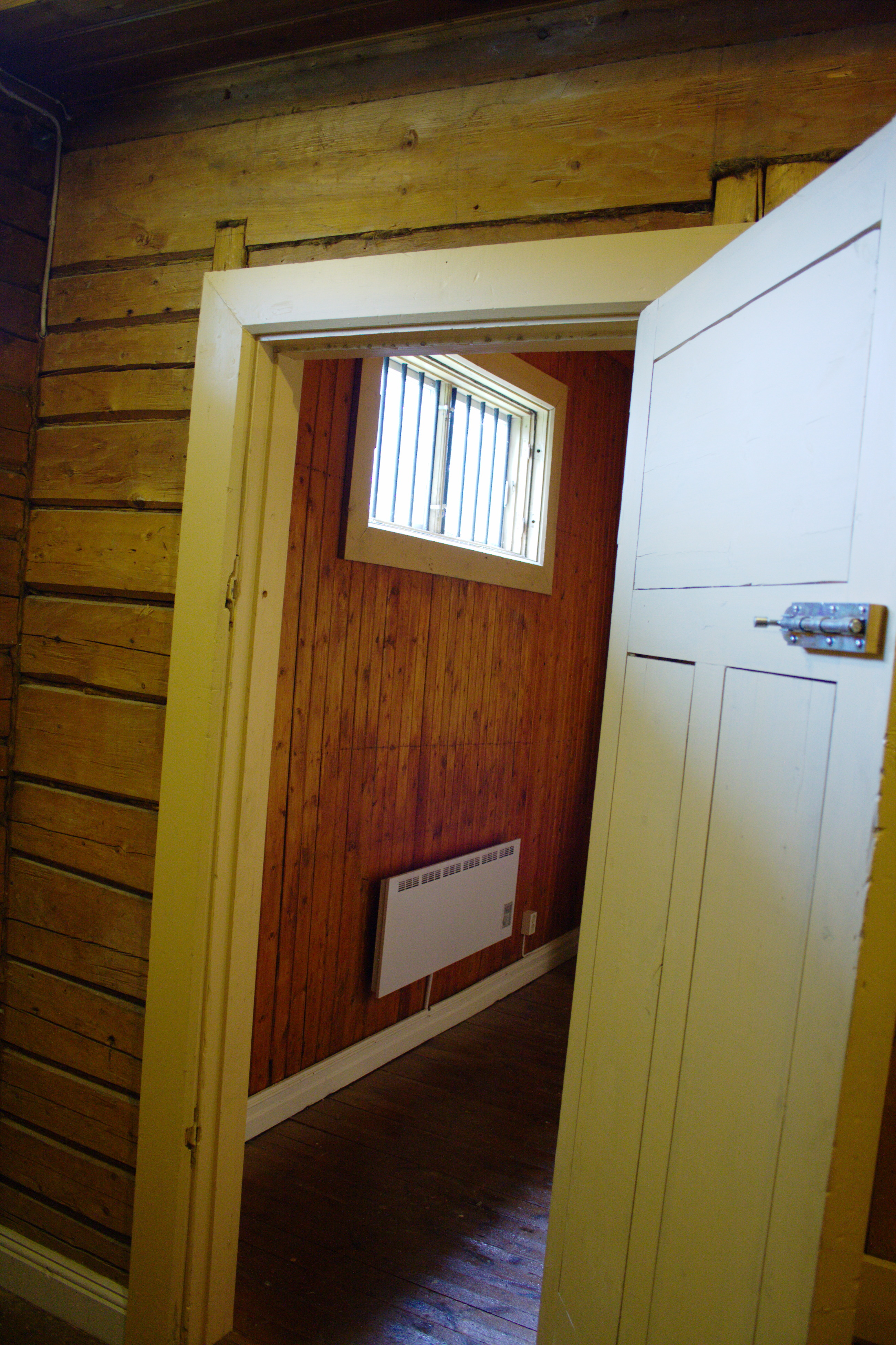
Cell nummer 1
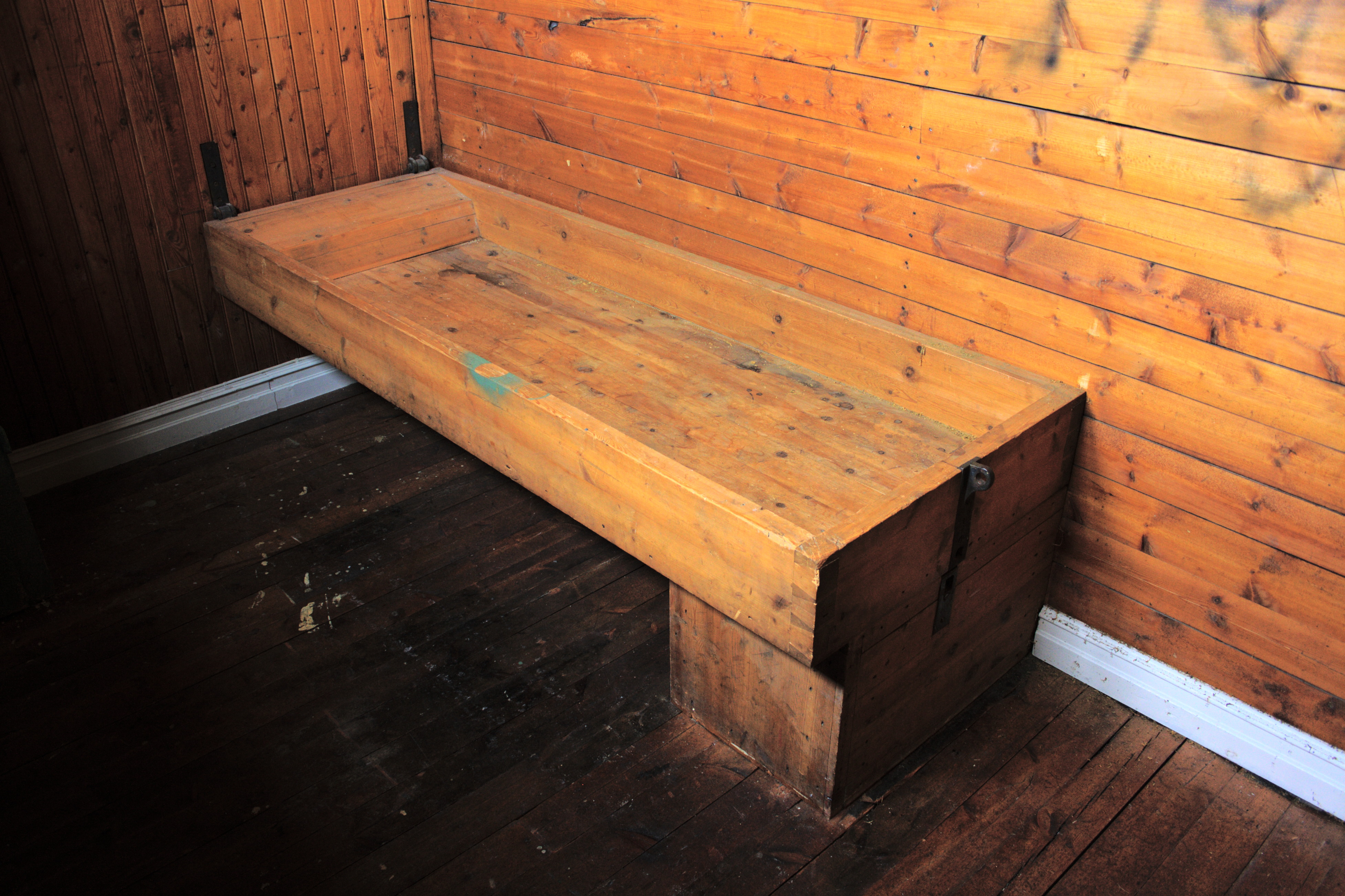
Säng
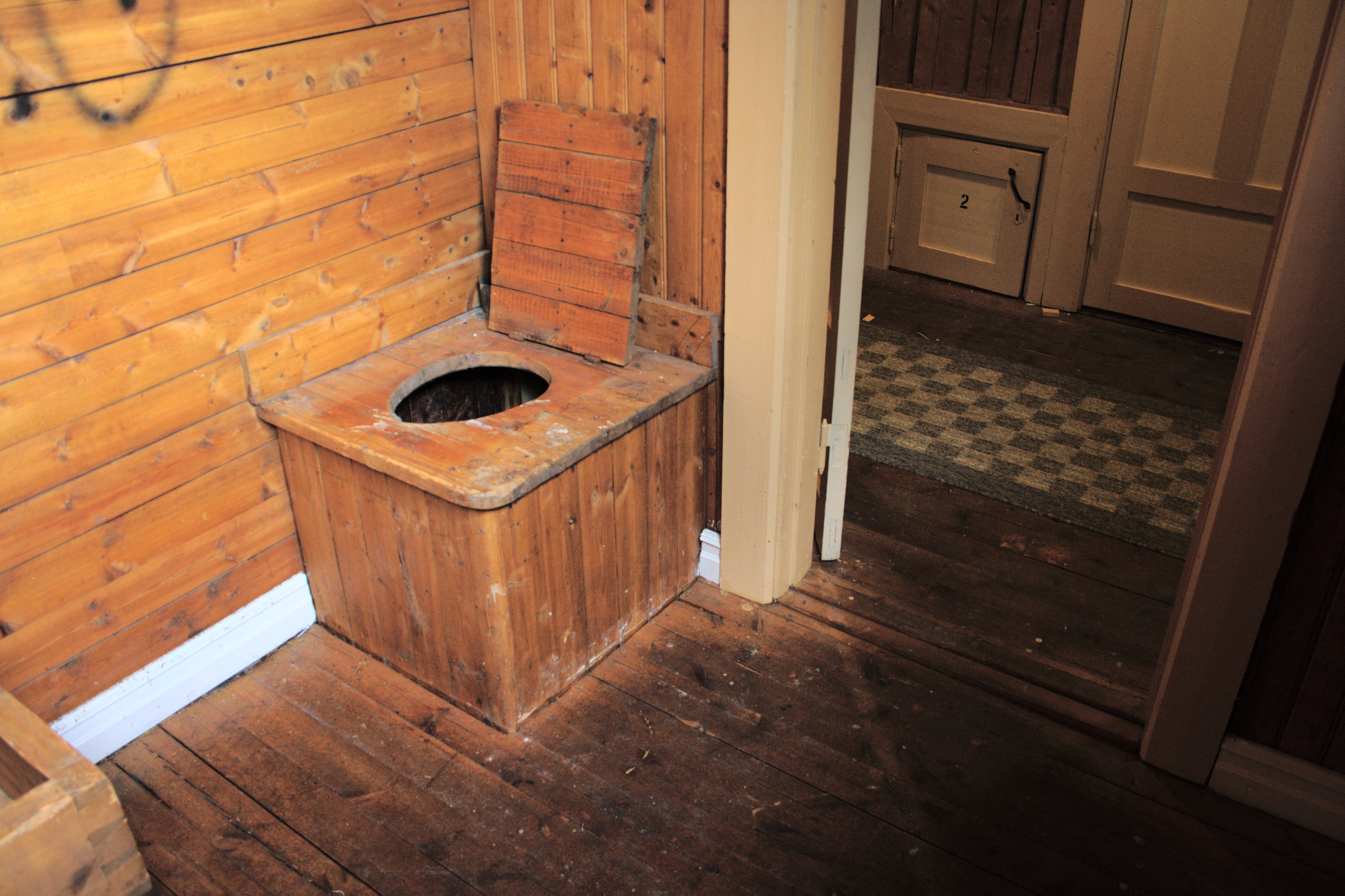
Toalett

Förvaltarbostaden har två våningar och är byggd i timmer med liggande panel. I bottenvåningen finns en byggnadsminneskyddad arrest med fem celler. 

#### Sjukstuga
Sjukstugan ligger på lägerhöjdens högsta krön och är en långsträckt timmerbyggnad med mittkorridor. Sjukstugan är flyttad från regementets tidigare övningsplats på Gumbodaheden. Vid sjukstugan ligger ett uthus som var likbod. I dag är den ombyggd till bastu och relaxrum.

#### Lägerhyddan (logement)

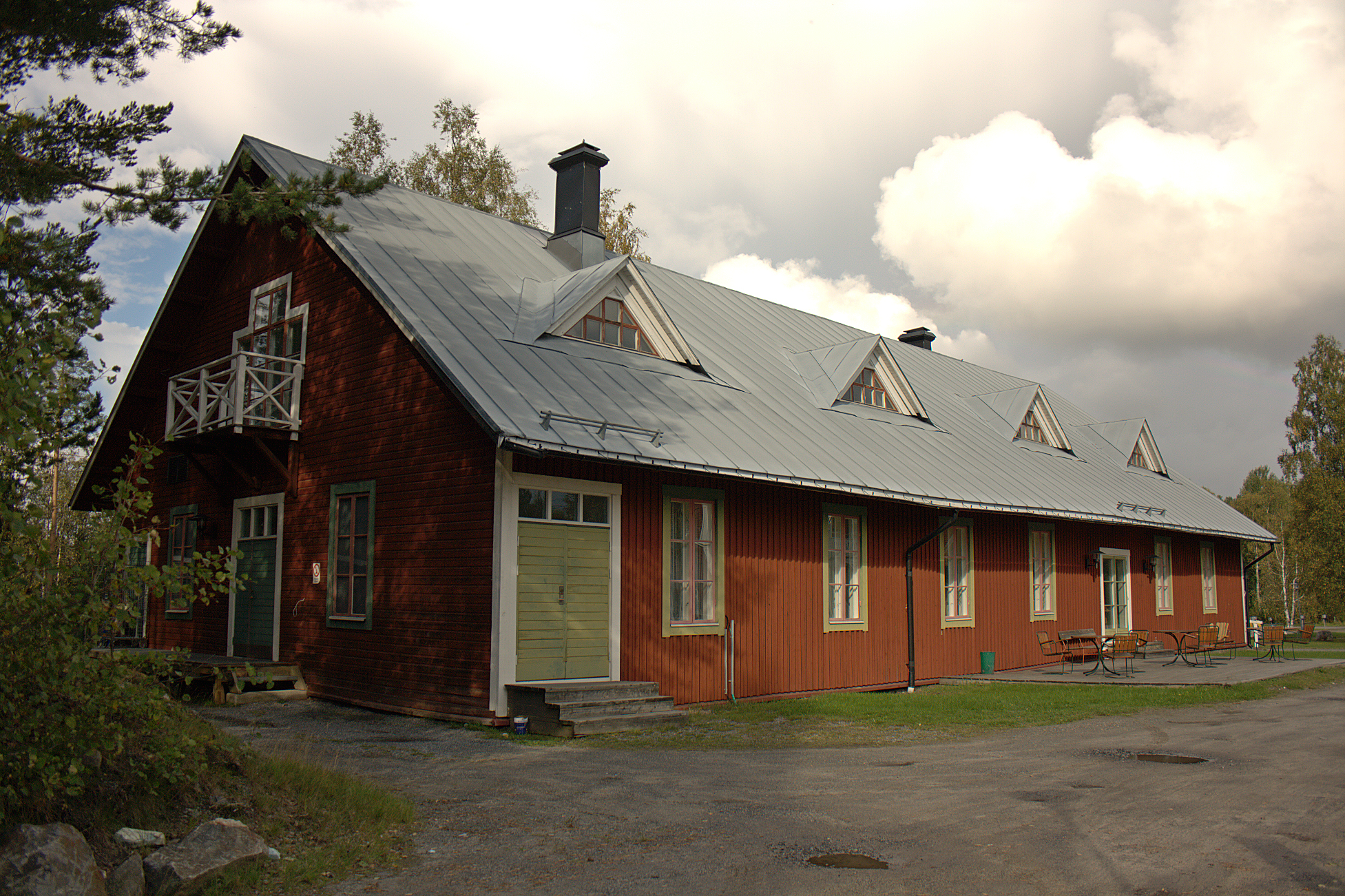
Lägerhyddan

Den logementsbyggnad som finns kvar är en så kallad lägerhydda. Den är  uppförd i en våning med stomme av stolpverk och klädd med liggande panel. Byggnadens takkupor möjliggjorde att även vindsvåningen kunde användas som förläggning.

#### Underofficersmässen

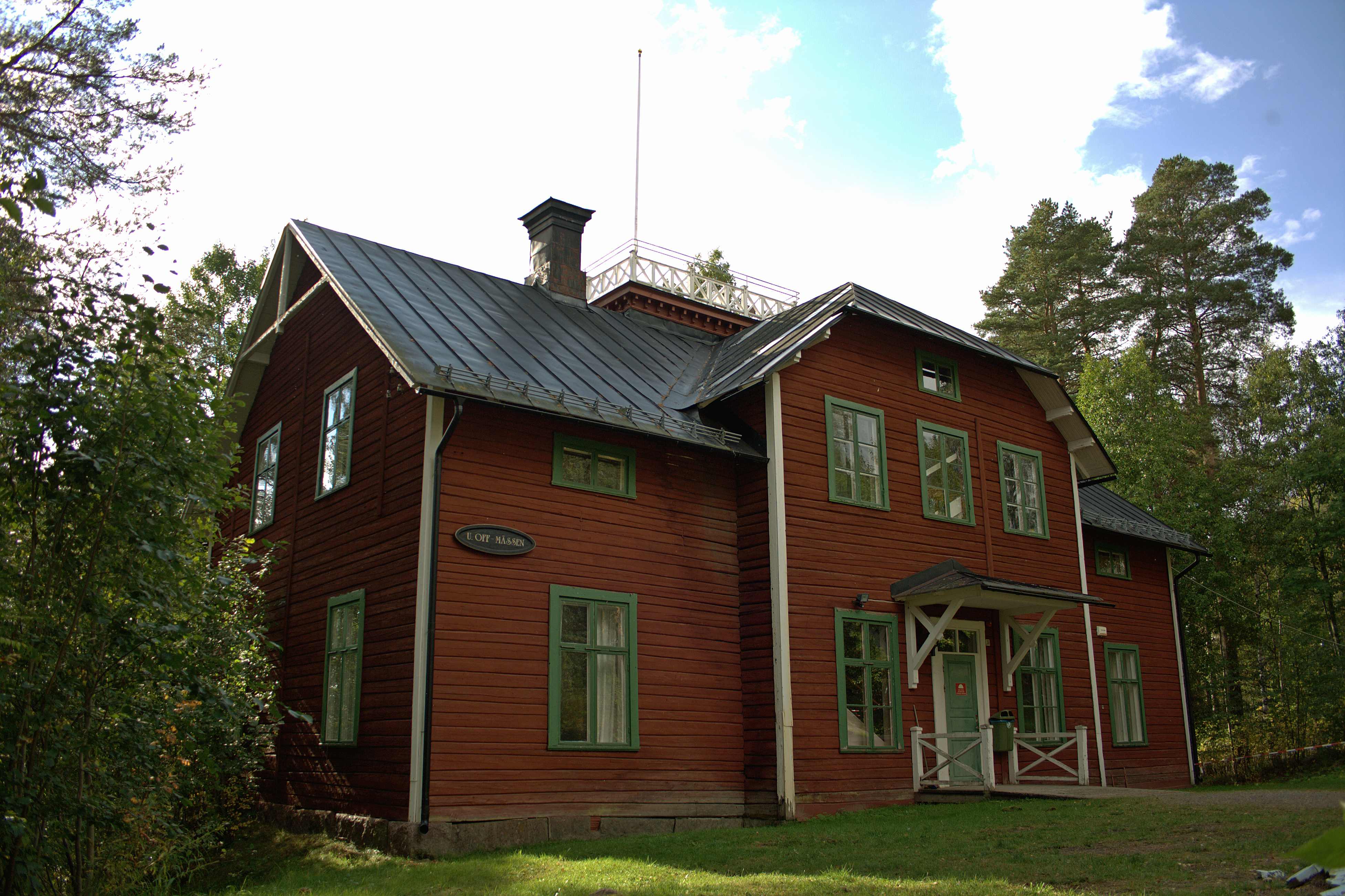
Utsidan
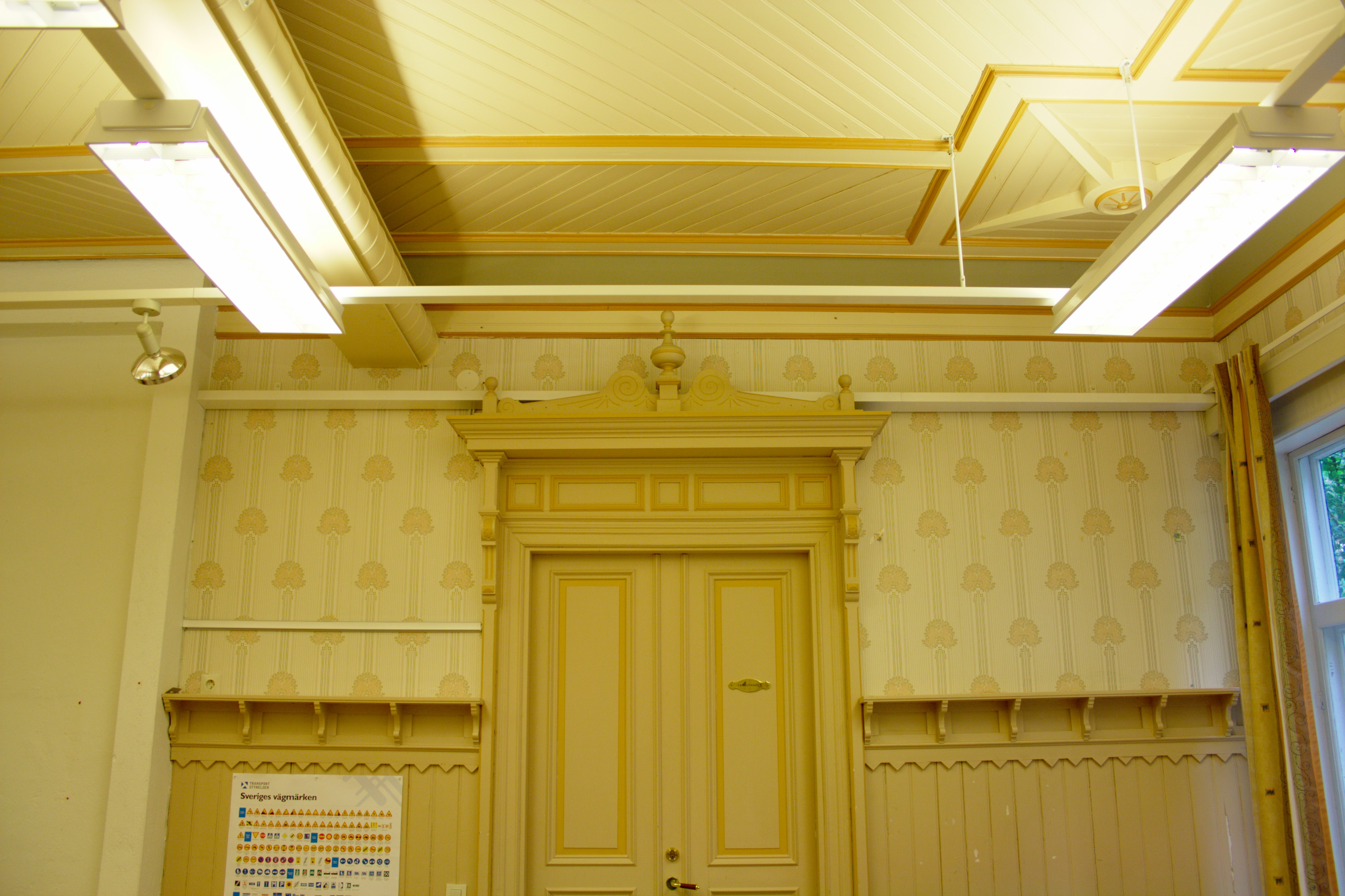
Vägg och tak i stora salen

Underofficersmässen är placerad i en sluttning nedanför sjukstugan. Byggnadens timmerväggar saknar brädfodring. Stora salen i bottenvåningen är rikt dekorerad, med boasering, dörromfattningar med överstycken och takpanel utförda i renässansstil.

### Hangaren

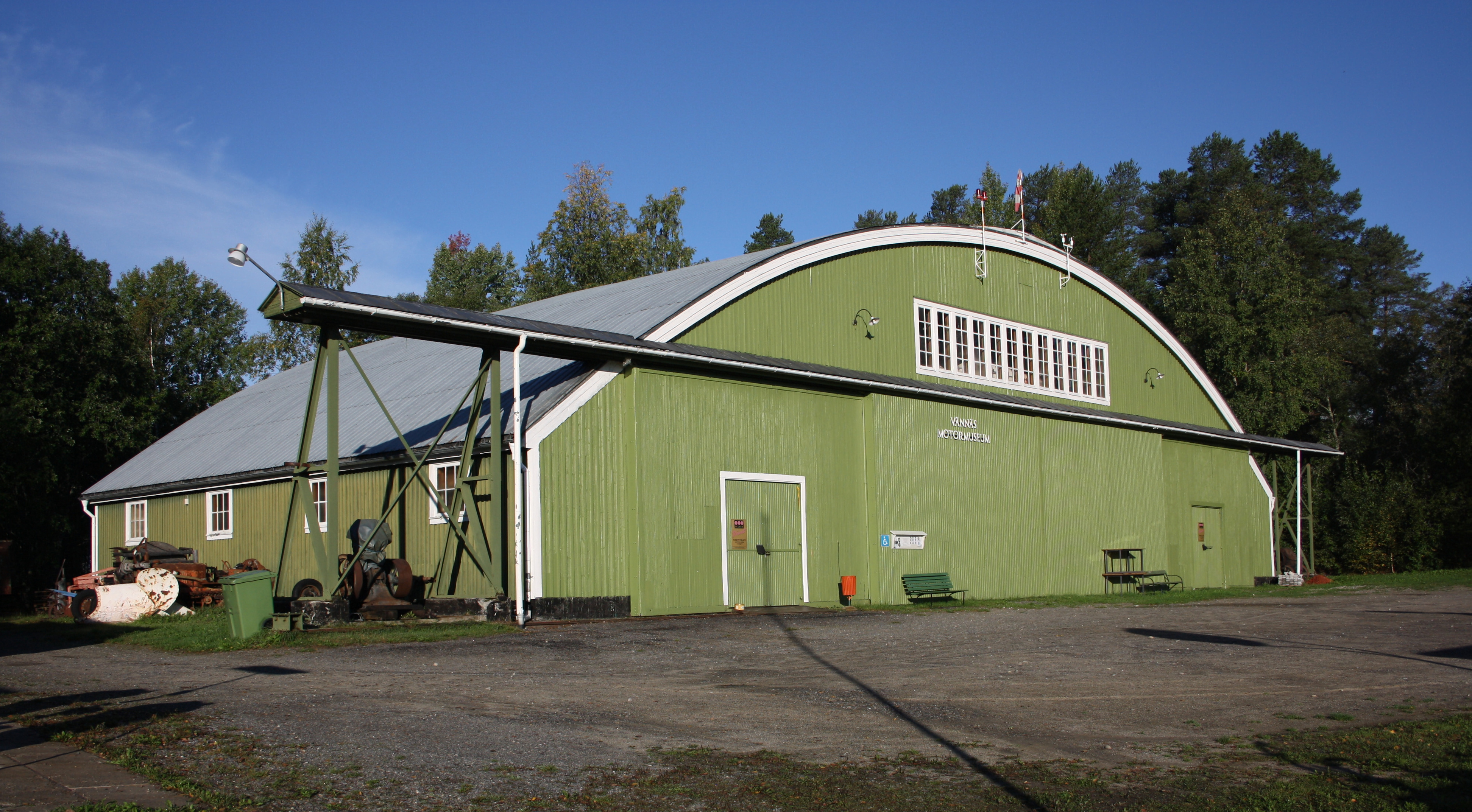
Hangaren med Vännäs motormuseum

En hangar från områdets flygfältsperiod ligger i direkt anknytning till kaserngårdsgruppen. Ett flygfält fanns på Vännäs läger från början av 1920-talet. Hangaren byggdes 1927 och användes av flygvapnet till efter andra världskriget. 1993 startade föreningen Vännäs motormuseum museiverksamhet i hangaren.